# Episodi de Il commissario Manara (prima stagione)
La prima stagione della serie televisiva Il commissario Manara è stata trasmessa dall'8 gennaio al 12 febbraio 2009 su Rai 1.
| nº | Titolo                 | Prima TV Italia  |
| -- | ---------------------- | ---------------- |
| 1  | Un delitto perfetto    | 8 gennaio 2009   |
| 2  | Vendemmia tardiva      | 8 gennaio 2009   |
| 3  | Rapsodia in blu        | 15 gennaio 2009  |
| 4  | Le lettere di Leopardi | 15 gennaio 2009  |
| 5  | Il raggio verde        | 22 gennaio 2009  |
| 6  | Reazione a catena      | 22 gennaio 2009  |
| 7  | Sogni di vetro         | 29 gennaio 2009  |
| 8  | Morte di un buttero    | 29 gennaio 2009  |
| 9  | Delitto in paradiso    | 5 febbraio 2009  |
| 10 | Un morto di troppo     | 5 febbraio 2009  |
| 11 | Beato tra le donne     | 12 febbraio 2009 |
| 12 | Le verità nascoste     | 12 febbraio 2009 |

## Un delitto perfetto
- Diretto da: Davide Marengo
- Scritto da: Francesca Balletta

### Trama
È tempo di cambiamenti per il piccolo distretto di polizia dell'altrettanto piccolo comune toscano dove è ambientata la vicenda: deve essere nominato un nuovo commissario e l'ispettore Toscani non può far altro che sperare che la scelta ricada su di lui. Quando nessuno se lo aspetta però Luca Manara, giovane e affascinante uomo con la valigia in mano entra dalla porta principale e gli rovina la giornata: è lui in nuovo commissario. Purtroppo non c'è un momento di riposo per nessuno, neanche il tempo di vedere l'ufficio che arriva già una telefonata. In via della laguna 25 si è sentito un colpo di pistola. A ritrovare il corpo del professor Lenni è Caterina simpatica signora della cittadina presente sul luogo perché andata a salutare Michele, il giardiniere del professore. Dai primi accertamenti alla villa e per le gravissime condizioni mediche dell'uomo si pensa subito ad un suicidio.
Da una veloce chiacchierata tra Manara e il questore scopriamo che l'uomo è stato trasferito presso la piccola cittadina come punizione per un suo comportamento troppo elastico nei confronti delle regole ma soprattutto per la relazione avuta con la moglie del questore presso il quale era in servizio precedentemente. Luca vorrebbe chiedere un nuovo trasferimento ma viene messo in guardia subito: non lo avrà finché non dimostrerà di essere vero Commissario.
È però tempo di altri nuovi arrivi. Caterina, oltre ad essere mamma dell'ex commissario è anche zia di Lara: ispettrice di polizia esperta in scene del crimine che sta per entrare anche lei in forza presso il piccolo distretto. Il primo incontro tra i due nuovi arrivati non è però dei migliori, lui sembra felice di rivederla, lei gli tira uno schiaffo e scappa ancora prima di salutarlo. Lara e Luca infatti hanno frequentato insieme la scuola di Polizia, ma se il Commissario sembra ricordare con piacere Lara la ranocchia, la "secchiona" del corso, lei ha forti problemi anche a rimanere nella sua stessa stanza e si arrabbia ancor più quando lui sembra non ricordare nemmeno il motivo di tanto astio.
I problemi sorgono quando il referto dell'autopsia contrasta la teoria del suicidio. Il questore è portato ad archiviare comunque il caso per non sollevare polveroni ma non sa quello che lo aspetta: Manara è intenzionato a fare un supplemento d'indagine e così sarà! Primo passo è quello di controllare nuovamente la villa e là, Lara trova l'ex moglie di Lenni che ha violato i sigilli per prendere le chiavi della cassetta di sicurezza. Si scopre anche che il suo alibi non regge.
Il caso verrà risolto grazie all'intuito di Caterina e di sua nipote: la prima considera la rapidità dell'arrivo sulla scena del delitto del dottor Masini, medico di Lenni. Lara invece ritrova un vecchio appunto di Lenni dal quale capisce che Masini non ha mai preso la laurea. La confessione arriva poco dopo, in sostanza si tratta di una minaccia ma i fatti si sono svolti come un omicidio del consenziente che non lo libera dal reato, ma attenua la sua posizione.
- Altri interpreti: Francesco Brandi figlio del dottor Masini Paolo Lombardi dott Masini Silvia Luzzi Lara Lemmi, Clotilde Sabatino Veronica Lemmi

## Vendemmia tardiva
- Diretto da: Davide Marengo
- Scritto da: Mauro Graiani

### Trama
Un nuovo giorno si affaccia presso il nostro commissariato. Una donna viene a denunciare la scomparsa del padre, un barbone è stato ritrovato morto sul ciglio della strada, mentre Lara è bloccata a letto per la febbre alta. Dopo una telefonata con Luca la giovane ispettrice decide di andare comunque a lavorare e tra un colpo di tosse e uno starnuto ha l'intuizione giusta: la traccia trovata nella cantina del conte scomparso è sangue. La scientifica lo conferma.
Per quanto riguarda il barbone si scopre che il suo nome è Lucio Sotis grazie all'indicazione del parroco. Una svolta alle indagini arrivano nel momento in cui viene ritrovata l'auto che ha investito l'uomo abbandonata in un campo. Si tratta di un'automobile rubata nel cui bagagliaio vengono ritrovati un gemello e un lago di sangue. Dalle analisi emerge però che quel sangue non appartiene a Sotis.
Grazie ai metodi investigativi alternativi di Caterina, Lara riesce a venire in possesso del biglietto da visita dell'ultima persona presumibilmente incontrata dal conte prima di morire. Strappato e gettato sul fondo di un cestino non ancora svuotato c'era il cartoncino indicava Charles Ferrant il quale verrà ritrovato morto ammazzato in fondo ad un lago con indosso il gemello mancante dall'altro ritrovamento.
Sempre grazie alla sua amicizia con Melvina, la governante del conte, Caterina funge da occhio interno alla tenuta del Conte ed è proprio lei a notare strani comportamenti della donna. Con un nuovo sopralluogo alla cantina Luca scopre dentro ad una botte il fucile usato per ammazzare Ferrant ma sarà solo dopo il ritorno del Conte che la situazione si chiarirà. In un primo momento l'uomo confesserà di aver ammazzato il francese che da tempo lo opprimeva per rilevare la casa vinicola sommersa dai debiti e solo a quel punto Melvina confesserà. È stata lei a sparare come gesto d'amore nei confronti dell'uomo per il quale ha lavorato tanti e proprio quella anomala scorta di stracci, che Caterina aveva notato, le erano serviti per ripulire la cantina.
In conclusione del caso Luca supplica ancora una volta Lara di spiegarle perché sia tanto arrabbiata con lui, vista la promessa fatta in punto di morte qualche giorno prima. Lei sembra in un primo momento accettare l'invito a cena ma a quella cena non si presenterà mai inviando solamente un biglietto.
- Altri interpreti: Agnese Nano, Valeria Sabel

## Rapsodia in blu
- Diretto da: Davide Marengo
- Scritto da: Fidel Signorile

### Trama
La mattina seguente tutto sembra riprendere il senso di normalità ma in commissariato arriva la segnalazione di un uomo trovato morto nel teatro della canonica. Si tratta di Lorenzo Poggiali, uno dei componenti della banda che la sera prima di era riunita proprio presso quel teatro per provare. La morte è avvenuta per avvelenamento e tracce di veleno sono state ritrovate proprio sull'ancia del suo clarinetto.
Non appena Ginevra, il medico legale, arriva sulla scena del delitto sembra sentirsi male ma solo dopo confesserà di aver avuto la sera prima un appuntamento con l'uomo. Dalle prime indagini svolte sembra di capire che Poggiali fosse un dongiovanni: tutte le donne della banda gli stavano dietro e anche le mogli degli uomini della banda. Proprio Caterina porta a Lara un quadro trovato la stessa mattina al mercato che ritraeva il corpo nudo di Poggiali firmato da Francesca Scudieri, moglie del suonatore di grancassa. Dettagli importanti ci sono anche nel passato del farmacista: pare che una delle figlie si sia suicidata qualche anno prima proprio per una delusione d'amore subita da Lorenzo.
L'evento sembra aver smosso tutta la cittadina. Il questore Casadio convoca Manara per l'eccessivo polverone sollevato. Il notaio Castrucci chiama al commissariato perché la moglie, lo stesso pomeriggio dell'omicidio aveva visto Scudieri litigare e strattonare Poggiali. 
In una serata più malinconiche delle altre Lara si rifugia a dormire nel letto della zia alla quale racconterà perché proprio non può sopportare Luca, tanto da essere intenzionata a chiedere il trasferimento. Pare che molti anni prima, alla scuola di polizia i due fossero molto amici. Lui era il più carino del corso, lei la ranocchia e proprio la sera della festa di fine corso lui le chiese di accompagnarlo ma non solo quella sera non se ne andarono insieme ma lui si accampò in spiaggia con la migliore amica di Lara, Giulia Chiamparini, alla quale rivelò di averla sopportata tutto quel tempo solo perché lo aiutava con lo studio.
Altro elemento importante per la risoluzione del caso è rappresentato dalle lettere che vengono ritrovate a casa di Poggiali. Lettere d'amore scritte da Serena, la figlia del notaio Castrucci che era da tempo innamorata del ragazzo ma non ricambiata. L'indizio fondamentale si rivela però essere il quadro che Caterina aveva portato qualche giorno prima. In quel ritratto l'uomo indossava un ciondolo che, a quanto racconta Ginevra, portava anche la sera che è stato ucciso. Quella stessa catenina al funerale era al collo della giovane figlia del farmacista Argentieri. Andando a chiedere spiegazioni Flavia confesserà di aver commesso lei l'omicidio e di aver fatto di tutto per farsi scoprire dalla rosa e biglietto vicino al corpo fino all'aver usato lo stesso veleno con cui la sorella si era tolta la vita. Il motivo sta nel aver voluto fermare l'uomo prima che facesse altre vittime: prima che Serena arrivasse al punto al quale sua sorella era arrivata.
- Altri interpreti: Simone Colombari, Francesca Perini, Fiamma Negri, Ilaria Serrato, Bruno Santini, Barbara Esposito, Alberto Di Matteo, Consuelo Ciatti

## Le lettere di Leopardi
- Diretto da: Davide Marengo
- Scritto da: Valentina Capecci, Angelo Simone

### Trama
Questa volta il caso da affrontare riguarda l'omicidio del bibliotecario della piccola cittadina. Il dottor Adelmo Fazi era un grande studioso di carte antiche e molto rispettato da tutti per come riuscisse a mandare avanti quel posto praticamente senza fondi pubblici. A ritrovare il corpo è la sua segretaria Carla Narni la quale per prima nota la scomparsa di Marcuccio, altro assistente del Dottore, ma soprattutto delle lettere de Leopardi l'ultimo degli acquisti fatti per la biblioteca dal valore inestimabile per la loro importanza. Vista la delicatezza del bene sparito da Roma viene inviata un'esperta in tutela dei beni culturali che neanche a dirlo è Giulia, l'amica di Lara protagonista del fattaccio della festa di fine corso. Tra i primi interrogati ci sono Romei, proprietario di una macelleria in centro, che aveva materialmente finanziato le carte ma anche l'uomo che all'asta si era giocato il carteggio con Fazi il quale ammetterà di aver incontrato il dottore proprio la sera in cui è stato ucciso.
Il problema però sorge nei confronti di Marcuccio, ragazzo grande e grosso ma un po' ritardato, la cui impronta insanguinata è stata ritrovata vicino al cadavere, che da quel momento non si è più fatto sentire fino al momento in cui, il giorno dopo, compare a casa di Caterina continuando a ripetere i versi dell'infinito. Il caso verrà risolto proprio interpretando quei versi. Marcuccio è infatti un bravo conoscitore di numerologia e sa benissimo che l'infinito, oltre ad essere una poesia, è anche un simbolo matematico, proprio come quello che ha appeso al braccialetto la signora Romei che successivamente confesserà di aver voluto soltanto rubare il carteggio per rimediare ai debiti di gioco ma di aver incontrato incidentalmente il dottore.
Finalmente viene risolta anche un'altra questione in sospeso da qualche tempo. L'arrivo di Giulia permette infatti a Luca di capire come mai Lara fosse così arrabbiata con lui, ma sfortunatamente questo non è avvenuto per voce dell'ispettore ma tendendo un tranello alla stessa Giulia. L'agente racconterà infatti che la sera della famosa festa ha mentito all'amica raccontando tutte quelle storie per poter stare sola con Luca togliendosela dalle scatole. Lara, che ha ascoltato tutta la confessione al telefono dall'imbarazzo e dalla vergogna non sa cosa rispondere. Vorrebbe sprofondare nel letto su cui siede ma prima di tutto decide di prendere tutta la roba dell'amica e sbatterla fuori dalla porta di casa.
- Altri interpreti: Giorgia Cardaci, Daniela Terrieri

## Il raggio verde
- Diretto da: Davide Marengo
- Scritto da: Giuseppe Furno

### Trama
La mattina dopo aver festeggiato il suo compleanno tutto sembra riprendere la normalità per Luca. Tanto per cambiare non riesce a dormire ed in giardino aggiusta la moto finché non viene convocato dal questore per una questione della massima urgenza: dal museo etrusco è sparito un gioiello di grandissima importanza e c'è bisogno di grande discrezione per ritrovarlo. Nel frattempo dei pescatori ritrovano in fondo al mare, al largo dell'isola di Montecristo, il cadavere di un uomo. Visto il particolare festeggiamento della sera prima con Ginevra, la scena del ritrovamento avrebbe toni decisamente più caldi, se non fosse che Lara continua a vomitare per il mal di mare.
Poco dopo in ufficio Lara e Luca riescono a parlarsi per la prima volta dopo la rivelazione di Giulia, lei si scusa sentendosi particolarmente in colpa per l'accaduto e per aver creduto così tanto tempo ad una persona che credeva amica e per farsi perdonare viene spedita da Manara a risolvere la faccenda che doveva risolvere personalmente per il questore.
Al museo conosce la signora Brumelt, curatrice della mostra la quale non può far altro che ammettere l'importanza dei beni esposti, ritrovati da Giandomenico Rubino, padre di Lara.
Facendo una gita al porto Lara e Serena (Lucia Ocone) prima vedono la figlia della signora Brumelt in barca con un uomo, molto più grande di lei, dopo averla sentita dire alla madre che stava andando da un'amica, poi incontrano Massimo Cenci (Luca Calvani) uno degli scapoli più famosi della zona, figlio di un ricco imprenditore nonché amico di vecchissima data di Lara, il quale le invierà un magnifico mazzo di rose in Commissariato. 
L'autopsia della Rosmini evidenzia come l'uomo non sia morto affogato ma gettato solo dopo la morte avvenuta per soffocamento almeno 3 giorni prima. Lavorando sui documenti ritrovati nella tasca dell'uomo Lara riesce a scoprirne l'identità: Franco Mussa, noto trasportatore di pesce della zona. Grazie alle abilità investigative di Caterina si viene a scoprire che la moglie della vittima aveva da tempo un amante tra i pescatori: Accio Marsili, il quale confesserà la relazione e anche la loro volontà di renderla pubblica dopo aver ottenuto il divorzio dalla moglie.
Dal proseguimento delle indagini emergerà anche che l'uomo insieme a Valentina, la figlia della signora Brumelt, era proprio il padre, imprenditore sull'orlo del fallimento con alle spalle un rapporto di lavoro insieme a Mussa. Non ci vuole un eccessivo altro uso d'immaginazione dei nostri eroi per capire che il furto era stato organizzato dai due uomini, sfruttando la parentela con la Brumelt e soprattutto la sua fiducia. Dopo aver capito d'aver fatto un errore l'uomo cerca di far cambiare idea a Franco Mussa col quale iniziò una lite e che morì a seguito di questa.
- Altri interpreti: Marit Nissen, Serena Silvani, Alberto Gimignani

## Reazione a catena
- Diretto da: Davide Marengo
- Scritto da: Mauro Graiani

### Trama
Proprio nel tanto agognato momento in cui Manara riesce ad ottenere una settimana di vacanza il questore lo richiama per revocare il permesso: emergenza danno ambientale e sembra che solo lui lo possa risolvere. La stessa mattina al commissariato arriva una donna a denunciare la scomparsa di suo marito: Orfeo Sianelli, noto documentarista. Presso il luogo dove si è verificata l'immissione nell'oasi delle sostanze illecite viene ritrovata la jeep dell'uomo carbonizzata: fatto alquanto strano vista la particolare configurazione di quel mezzo, con serbatoio ignifugo a tenuta stagna. L'intuizione è di Lara, confermato dalla Rosmini. Non si tratta di un incidente.
In mancanza di qualche serio indizio dal quale incominciare ad indagare non resta da fare altro che incominciare a visionare tutti i filmati che Sianelli ha fatto presso l'oasi naturalistica ma dopo ore ed ore di filmati non mondati l'unica stranezza che sembra emergere è la presenza di una sola pellicola da 84 metri, tra tutte le altre lunghe 120. Andando a parlare con l'uomo che si è occupato dello sviluppo delle pellicole emerge che effettivamente è parso molto strano anche a lui che ci fosse della pellicola rovinata vista la grande esperienza dell'uomo, eppure erano presenti un paio di minuti completamente neri e racconta di aver buttato via il nastro dopo averlo fatto vedere allo stesso Sianelli. Esaminando il filmato però emerge che il taglio è avvenuto a metà nastro e che si è salvato un fotogramma della scena rimossa dal quale si vede precisamente un uomo versare con dei barili delle sostanze nel lago.
Tra un'indagine e l'altra Lara riesce anche a far proseguire il suo rapporto con Massimo e nel frattempo Caterina ha un'emergenza  'floreale' , i bulbi che aveva comprato non sono fioriti e il fiorista le consiglia di chiamare un suo amico tuttofare che la può aiutare a sistemare il giardino. Quando però arriva l'uomo Caterina lo sente ricevere una telefonata nel bel mezzo del lavoro durante la quale lo sente confermare ad un uomo che presto gli ridarà tutti i suoi soldi. Si tratta sicuramente di un'estorsione e ne va a parlare con Luca.
Dopo aver visto l'anomalia nel video Lara e Luca tornano alla Cineservice per chiedere altri dettagli, là però trovano un incendio, il titolare viene ricoverato d'urgenza per le ustioni e Lara si cade a terra intossicata. A salvarle la vita sarà Luca che la trascina fuori dal locale e le esegue la respirazione. Non appena tornerà a respirare bacia con passione Luca per poi respingerlo un istante dopo. Questo le farà sorgere tanti dubbi sui suoi sentimenti e sicuramente il bacio che si scambieranno il giorno dopo non aiuta a far chiarezza, anche se alle loro spalle compaiono sempre i fantasmi di Massimo e Ginevra.
Dalle indagini sul giardiniere di Caterina emerge che l'uomo è stato socio di un conciatore della zona, le cui fabbriche si affacciano sull'oasi e dal quale si credeva provenissero le sostanze nocive. L'uomo confesserà di aver effettivamente cercato di vendicarsi nei confronti dell'ex socio che lo aveva estromesso ma di essere innocente per quanto riguarda l'omicidio. Aggiungerà anche che in realtà lui stesso è minacciato dal titolare della cine-service perché in possesso del video che lo inchioda. Quest'ultimo confesserà l'omicidio avvenuto quando Sianelli era andato a lamentarsi per la pellicola tagliata.
- Altri interpreti: Rosanna Gentili, Emanuele Barresi, Bruno Cortini

## Sogni di vetro
- Diretto da: Davide Marengo
- Scritto da: Paolo Logli, Alessandro Pondi, Giuseppe Furno

### Trama
Mentre Lara è intenta a vivere la sua storia con Massimo, Luca è già per strada verso il luogo dove è stata ritrovata una macchina insanguinata. A pochi metri di distanza verrà ritrovato anche il corpo del proprietario: Daniele Tilli, vetraio della zona, che in auto aveva soltanto un vestito da sposa, e non risulta avere sul corpo ferite tali da causare la morte. All'interno del suo negozio verrà ritrovata una poesia d'amore firmata da Sally, cassiera di un supermercato, che dichiarerà di aver scritto quei versi solo perché voleva farli incidere sul vetro. Del vestito da sposa non si sa a chi sia destinato: neanche il sarto ha mai visto la donna. Tra i messaggi in segreteria Tilli aveva anche una minaccia di morte, inviata però da un telefono pubblico in una piazza che ospita solo un locale il Tuxedo, a tema country. 
Altro dettaglio importante emerge dal luogo dove è stato ritrovato il corpo: in quella piazza era presente fino al giorno prima uno spettacolo circense, la stranezza sta nel fatto che il gruppo ha abbandonato la zona con due giorni d'anticipo. Andando a vedere uno spettacolo di questo gruppo Caterina riconosce nel presentatore, padre degli artisti, un suo vecchio amore della giovinezza.
Dopo una serata trascorsa al Tuxedo Manara viene inseguito da un gruppo di motociclisti e picchiato. Verrà portato in ospedale con una costola incrinata e un sospetto trauma cranico. Lara corre a fargli da infermiera ma dopo averlo curato tutta la notte quest'ultimo riceve una chiamata da Melanie e scappa al commissariato. La ragazza è barista del Tuxedo e gli ha portato la registrazione delle telecamere a circuito chiuso: è stata ripresa la targa della moto di Stefano Perrone, figlio di una delle famiglie più in vista della città. Sarà Sally, ex fidanzata di Stefano, a quel punto a dare la svolta decisiva all'indagine. La ragazza aveva conosciuto Daniele alla vetreria e qualche tempo dopo al pub si era intromesso durante una discussione un po' manesca con il compagno. La sera dopo Stefano e i suoi amici motorizzati hanno raggiunto e circondato Daniele malmenando l'auto su cui si trovava. Quando però Tilli è sceso dall'auto barcollava ed era tutto ferito, troppo per quello che era successo. Sarà l'intuito di Caterina a completare la risoluzione del puzzle quando vede Marianna, figlia di De Coronas, il circense, al funerale del ragazzo. Poco dopo insieme al fratello confesserà di essere lei la responsabile della sua morte. Dopo che Paolo, il fratello, l'ha convinta a lasciarlo si erano recati al casale, ma durante la discussione Daniele era caduto rompendo uno specchio. Da quella caduta è stata provocata l'emorragia interna, ma nessuno poteva saperlo.
- Altri interpreti: Sascha Zacharias, Tresy Taddei, Alessandro Riceci, Clemente Cecchi, Martina Melani

## Morte di un buttero
- Diretto da: Davide Marengo
- Scritto da: Andrea Garello

### Trama
Lara ha ancora un piede sulla barca di Massimo che il commissariato viene chiamato per una nuova denuncia. La giovane ispettrice ha infatti appena trascorso l'intera settimana in barca e nonostante le sue ansie di rimettere piede a terra lui riesce a trattenerla chiedendole di sposarlo. Il gesto in realtà fa venir ancora più voglia a Lara di darsela a gambe ma Massimo si dichiara pronto ad aspettare. Anche Manara riceve una visita: si tratta di Sergio Vanni, commissario e suo ex collega arrivato alla cittadina per motivi di semivacanza come li definisce lui.
La denuncia intanto conduce l'inizio delle indagini in pedemontana dopo in corpo di un buttero viene trovato steso a terra, presumibilmente morto dopo una caduta da cavallo. Ginevra si riserva però di dare tutti i dettagli dopo l'autopsia e questa effettivamente riscontra che le ferite da trascinamento sono state provocate dopo la morte. Sul corpo di Contini inoltre viene ritrovata un'argilla non presente sul luogo del ritrovamento.
Lara decide di risolvere la questione "Massimo" una volta per tutte e lo fa andando a trovarlo al campo da tennis dove sta disputando una memorabile partita con Luca. L'ispettrice cerca di dire all'uomo che non vuole sposarlo ma questo, in realtà, capisce tutto molto prima, vedendo come lei cura le ferite dell'affascinante collega.
Come al solito Caterina da una notevole mano alle indagini: prima di tutto scopre che da anni il Contini era infedele alla moglie e in un secondo momento, insieme a Brigadiere, ritrova il cappello dell'uomo che indicherà esattamente il luogo dove è avvenuto l'omicidio. Le indagini si concluderanno nel momento in cui si scoprirà che Contini aveva anche molti debiti e aveva intenzione di saldare alcuni di questi con uno dei cavalli presenti nelle sue stalle. Il problema è che quel cavallo che voleva dare via era del fratello il quale teneva molto all'animale ma la vittima era ben conosciuta sia per il suo carattere forte, per la sua tenacia ma soprattutto per il carattere quasi dispotico nei confronti di chiunque, anche del suo stesso fratello, che alla fine, più per debolezza che per volontà, arriva a commettere l'omicidio.
Nel frattempo Luca sembra essere arrivato alla svolta tanto agognata: il suo collega e amico Sergio gli offre l'occasione di poter tornare a Milano tra il suo amato smog, ma a quel punto è l'amore a intromettersi. Lara deve intervenire un istante prima della firma per convincerlo a non partire.
- Altri interpreti: Marco Messeri, Christian Ginepro (ispettore Sergio Baldi), Lavinia Biagi, Giordano Petri, Niki Giustini

## Delitto in paradiso
- Diretto da: Davide Marengo
- Scritto da: Fidel Signorile

### Trama
Dopo la praticamente avvenuta dichiarazione di Lara le cose tra lei e il commissario sono velocemente degenerate. Dal commissariato arriva una nuova denuncia che sorprende i due poliziotti ancora a letto insieme. Anche questa volta si tratta di un caso d'omicidio. La vittima è un noto psicologo, il dottor Ghiarciardi, ritrovato ammazzato nella sua clinica con, stranamente, a fianco una delle sue pazienti, Federica Sassi, che ancora impugnava l'arma del delitto. Dal primo intervento della polizia sembra ovviamente essere lei la colpevole ma si trova in stato catatonico e dovrà essere ricoverata. Dalle cartelle cliniche emerge che soffre da anni di amnesie temporanee, che anche in questa occasione l'hanno colpita. A scagionarla ci pensa Lara notando come dalla posizione in cui è stato ucciso sarebbe stato impossibile per una persona non mancina compiere quel gesto e Federica, dal canto suo, ricorda la presenza di un fuoristrada grigio fuori da clinica Paradiso poco prima che lei entrasse.
Il dottor Ghianciardi era uno dei più bravi specialisti nel suo settore anche se spesso visto come un tipo stravagante per il suo utilizzo di metodi poco ortodossi. Era però indiscutibile il risultato eccellente del suo lavoro, benvoluto da tutti i suoi pazienti era riuscito, anche su Federica, ad ottenere buoni effetti. Quello che però emerge poco dopo è la presenza di un'enormità di debiti ma anche il rilascio di un recente e cospicuo prestito da parte di una banca, il cui titolare, stranamente, è il fidanzato prossimo alle nozze, della dottoressa Parenti, contabile della clinica.
Poco dopo Federica subisce un tentato omicidio: un uomo cerca di soffocarla, fortunatamente non riesce a completare il lavoro e l'uomo scappa da una finestra. Prima di fuggire definitivamente cerca anche di investire Manara con un SUV grigio. Nel frattempo vengono completate le ricerche incrociate tra i pazienti del dottore e quelli che erano mancini. I risultati sono solo tre: la signora Pani che soffre di agorafobia e quindi non esce di casa da anni, Anselmo Guidi con più forme patologiche che lo portano dalla gioia estrema alla depressione più profonda, che praticamente si autoassolve recandosi al commissariato ammettendo di aver commesso il reato aggiungendo un po' troppi dettagli di sua iniziativa e Claudia Cerilli affetta dal complesso di Elettra che la porta ad innamorarsi di uomini maturi in cui riconosce la figura paterna il cui padre possiede un SUV grigio. Queste piste però sembrano non portare da nessuna parte.
Luca nel frattempo sta cercando di lavorare sul suo rapporto con Lara. La ragazza infatti sembra nutrire forti perplessità sull'opportunità di quella storia anche se inconsciamente non riesce a resistergli e ciò che richiede è la presenza di gesti mentre lui cerca di capire in cosa consistano tali gesti.
Solo proseguendo le indagini, e dopo che Federica avrà ritrovato la memoria, si scoprirà che a commettere l'omicidio è stata inaspettatamente la dottoressa Parenti dopo aver discusso con il dottore sulla necessità che lei rivelasse al suo futuro marito del motivo per cui lei, oltre ad essere la contabile, in passato, è stata anche paziente.
Giusto a completare la giornata arriva l'ennesima telefonata da parte di una delle sorelle di Luca a rivelare a tutto il commissariato della storia con Lara.
- Altri interpreti: Isabella Aldovini, Elisabetta Piccolomini, Paola Sotgiu, Valentina Bruscoli, Alessandra Muccioli, Pierfrancesco Poggi

## Un morto di troppo
- Diretto da: Davide Marengo
- Scritto da: Paolo Logli, Alessandro Pondi
- Interpreti: Paolo Ricci (Bartolomeo)

### Trama
Una nuova giornata inizia con l'arrivo di Teresa (Teresa Mannino), la sorella di Luca, alla cittadina. Si rivela subito essere molto estroversa e solare, tanto da non resistere un attimo a spifferare gli aneddoti dell'infanzia del giovane Commissario ed anche il suo simpatico soprannome "Bubbù". In quel momento arriva Brigadiere, il cane di Lara, spaventatissimo che chiede di seguirlo. Condurrà i poliziotti presso la laguna dove, tutta addobbata, verrà ritrovata una donna morta, stesa su un materassino. La donna è Giada Mercuri, vicino al luogo dove è stata ritrovata erano presenti due boccette di veleno apparentemente uguali ma che contenevano una barbiturico, l'altra un leggerissimo sonnifero. Il marito della donna si recherà in caserma solo il giorno dopo, avendo appreso l'accaduto solo dai giornali. Dichiarerà che spesso la donna spariva per qualche giorno, soprattutto negli ultimi due anni, dopo che loro figlia è morta e che lei è entrata in un pesante stato di confusione e depressione. Racconterà inoltre che una delle poche persone che era solita incontrare era Iolanda Sorge, una arzilla vecchietta che si spacciava per veggente e aiutava le persone a parlare con i cari estinti. Inoltre l'auto della donna, verrà ritrovata sul fondo della laguna ma l'ora della morte risale ad un'ora prima rispetto al momento in cui l'orologio della macchina ha smesso di funzionare per corto circuito della batteria dovuto ovviamente all'immersione.
Nello stesso tempo dal cimitero della cittadina arriva la denuncia poiché una delle bare si è aperta e da questi sono usciti due corpi diversi. Si crea subito allarme generale per qualche sospetto di occultismo e Manara è costretto ad intervenire anche su questo fronte. Il primo ad essere interrogato è Bartolomeo, il custode, il quale però sa dire molto poco visto che la bara risale a molti anni prima, quando lui ancora non lavorava lì.
- Altri interpreti: Teresa Mannino, Davide Bechini, Giusi Merli, Maria Cristina Blu, Stefano Gragnani

## Beato tra le donne
- Diretto da: Davide Marengo
- Scritto da: Valentina Capecci, Angelo Simone

### Trama
Viene trovato morto nel suo studio che sta andando a fuoco, il rispettabile Giacomo Spada, famoso per l'acqua che vende in tutta la regione. Subito si pensa ad un omicidio per l'eredità, perché anche se manteneva sua moglie, sua figlia, sua sorella e la domestica tutte nella stessa casa. si scopre anche che il figlio della domestica potrebbe essere coinvolto nell'omicidio poiché è stato licenziato dall'azienda degli Spada dopo averci lavorato come contabile. Intanto Lara non parla con Luca poiché nell'episodio precedente, Ginevra ha detto a tutti di essere incinta ed aspettare un figlio da Luca. Facendo ricerche nello studio si scopre un foglio dove si legge che Spada ha donato 50.000 € a qualcuno della famiglia. Convocati tutti i parenti non si ricava nulla, ma la figlia di Spada, con la scusa di sentirsi male, scappa e va a casa del figlio della domestica e si scopre che hanno una relazione e si scopre anche perché era stato licenziato il figlio della domestica: non era riuscito a giustificarsi di questo ammanco di cassa. Indagando all'esterno della villa si scopre una gigantesca lente e tutto diventa chiaro: il marito della sorella di Giacomo Spada faceva l'ottico e per bruciare le cambiali che erano appoggiate sul tavolo dello studio aveva bruciato tutta la stanza. Poi si scoprirà che Giacomo Spada gliele voleva condonare. A fine episodio si scopre l'inghippo anche al commissariato: per uno scambio di analisi, si scopre che ad essere incinta è Serena Sardi, la moglie di Toscani.
- Altri interpreti: Roberto Nobile, Camilla Sjoberg, Roberta Garzia, Patrizia La Fonte, Dario Costa, Fabio Bussotti, Raffaella Panichi

## Le verità nascoste
- Diretto da: Davide Marengo
- Scritto da: Paolo Logli, Alessandro Pondi

### Trama
Viene ritrovata uccisa Jolanda, la sensitiva da cui mezzo paese andava per poter "parlare" con i loro cari defunti (apparsa per altro in un episodio precedente cercata da Manara per essere utile allo svolgimento delle indagini). All'inizio si pensa che si sia impiccata, ma poi, grazie ad un'intuizione di Lara, si scoprirà che si tratta di un caso di omicidio. Si scopre anche che Iolanda ricattava le persone e chiedeva loro ben 5000 euro. Intanto Luca dà le sue dimissioni. Si cominciano gli interrogatori, ma non si arriva da nessuna parte. Poi, Caterina andrà dal pescivendolo e chiederà 4 chili di calamari, il pescivendolo risponderà che non ne ha più e così si scoprirà che il marito di Iolanda si è procurato un falso alibi, cioè che per quella notte lui potrebbe aver ucciso la moglie. Messo alle strette, cederà. Intanto, Luca parte e sale sulla corriera che lo porterà a Milano. Prima aveva regalato la moto a Toscani. Però, mentre Barbagallo e Buttafuoco conducono il marito di Iolanda in carcere, quest'ultimo fugge. Intanto Lara trova i CD delle registrazioni degli incontri, che si trovavano nella vecchia cisterna vicino a casa di Iolanda, ma il marito di quest'ultima, la imprigiona nella cisterna. Se non fosse per Luca, che ha visto che Lara lo aveva chiamato, così la libera. Così la vicenda si conclude. La puntata e la serie si concludono con Luca e Lara ormai fidanzati, Ginevra che si fidanza con Massimo, l'amico di Lara, e Toscani scopre che la moglie aspetta non uno ma ben tre figli.
- Altri interpreti: Giusi Merli, Stefano Gragnani, Mario Lucarelli, Raul Bulgherini, Emidio Cheli, Danilo Rotundo, Rosario Campisi, Liliana Orecchio Vallasciani, Sara Santostasi, Dina Braschi, Ottavio Grillo, Elena Ossola, Valentina D'Agostino, Franco Fazzuoli, Livia Maddalena, Armando Manfredi, Claudio Cipriani, Leandro Monteleoni